# Becske alsó megállóhely
Becske alsó megállóhely egy Nógrád vármegyei vasúti megállóhely Becske községben, a MÁV üzemeltetésében. A község déli külterületei között helyezkedik el, a központtól mintegy másfél kilométerre délre, közvetlenül a 2108-as út mellett.

## Vasútvonalak
A megállóhelyet az alábbi vasútvonalak érintik:
- Aszód–Balassagyarmat–Ipolytarnóc-vasútvonal

## Kapcsolódó állomások
A megállóhelyhez az alábbi állomások vannak a legközelebb:
- Nógrádkövesd vasútállomás (Aszód–Balassagyarmat–Ipolytarnóc-vasútvonal)
- Magyarnándor vasútállomás (Aszód–Balassagyarmat–Ipolytarnóc-vasútvonal)

## Forgalom
| Járat | Útvonal | Gyakoriság |
| ----- | --- | ---------- |
| S780  | (Hatvan – Tura – Galgahévíz – Hévízgyörk –) Aszód – Iklad-Domony – Iklad-Domony felső – Galgamácsa – Galgagyörk – Püspökhatvan – Acsa-Erdőkürt – Galgaguta – Nógrádkövesd – Becske alsó – Magyarnándor – Mohora – Szügy – Balassagyarmat | 2 óránként |